# 미첼 바이저
미첼엘리야 바이저(독일어: Mitchell-Elijah Weiser, 1994년 4월 21일 ~ )는 독일의 축구 선수로, 현재 독일 분데스리가의 SV 베르더 브레멘에서 라이트 백으로 활약하고 있다.